# ثورمان توماس
ثورمان توماس (بالإنجليزية: Thurman Thomas)‏ هو لاعب كرة قدم أمريكية أمريكي، ولد في 16 مايو 1966 في هيوستن في الولايات المتحدة.

## وصلات خارجية
- الموقع الرسمي
- ثورمان توماس على موقع إي إس بي إن.كوم (أن.أف.أل)3
- ثورمان توماس على موقع مرجع كرة القدم المحترفة.كوم (الإنجليزية)
- ثورمان توماس على موقع IMDb (الإنجليزية)
- ثورمان توماس على موقع إن إن دي بي (الإنجليزية)